# Сільвана Корсіні
Сільвана Корсіні (італ. Silvana Corsini; нар. 15 травня 1941) — італійська акторка.
Найбільш відома ролями в перших двох фільмах П'єра Паоло Пазоліні: повії Маддалени в «Аккатоне» та Бруни, подруги Етторе Гарофоло в «Мама Рома».

## Фільмографія
- 1960 — Римський горбань Карло Ліццані
- 1961 — Полювання на наркотики (Caccia all'uomo) Ріккардо Фреда
- 1961 — Стрілець на коні (Il carabiniere a cavallo) Карло Ліццані
- 1962 — Аккатоне
- 1962 — Мама Рома
- 1965 — Диявольські насолоди Освальдо Чівірані